# 岡田有希
岡田 有希（おかだ ゆき、1981年1月10日 - ）は、日本の漫画家。
夫は同じく漫画家の寺嶋裕二。1児の母。
2002年に『マガジンFRESH』掲載の『激闘!!ドッヂボール部24時』でデビューし、『マガジンSPECIAL』（講談社）紙上にて読み切り作品を数作掲載した後、2006年に同誌で開始した『百々咲高校1年C組 猫祭くん』で連載デビュー。
猫耳のようなものに嘴がついているキャラクターを自画像としている。

## 作品リスト

### 連載作品
- 百々咲高校1年C組 猫祭くん（マガジンSPECIAL、2006年10月号-2008年2月号、全1巻）
- 発掘!マガジン野郎!!（週刊少年マガジン、2008年19号-2009年1号、不定期連載、未単行本化）
- ああっ!0発屋!!（マガジンSPECIAL、2009年3月号-2010年8月号、未単行本化）
- 絶対生徒会長!!大熊猫さん（月刊!スピリッツ、2009年10月号-2012年9月号、全2巻）
- クソ猫シロー（月刊少年ライバル、2013年12月号-2014年7月号（最終号）、未単行本化）
- さよならしきゅう（Kiss PLUS→ハツキス[注 2]、2014年1月号-2017年7月号、全1巻）
- ルポ魂!（週刊少年マガジン、2014年32号-2016年20号、未単行本化）
- さよならしきゅうそのあと（ハツキス、2019年12月号-2020年10月号、全1巻）
- ダイヤのＣ！！　青道高校野球部猫日誌（マガジンポケット、2022年1月-2022年12月、全3巻)

### 読切作品
- 激闘!!ドッヂボール部24時（マガジンFRESH、2002年9月号）
- 超感覚派中学生いとり（マガジンSPECIAL、2002年9月号）
- ひとり戦隊ジャスティス・モモ（マガジンSPECIAL、2005年11月号）
- 岡田有希の持込みバカ一代（マガジンドラゴン、2007年1月号）
- 地球賛歌!エコロジーニョ研究部!!（マガジンSPECIAL、2008年10月号）

## 師匠
- 綾峰欄人
- 朝基まさし
- 寺嶋裕二